# AS Val
L'AS Val (in lingua russa Автомат Специальный Вал or Special Automatic Rifle, Avtomat Special'nyj Val), è un fucile d'assalto con un silenziatore integrato nella canna.
Fu progettato nei tardi anni ottanta dal TsNIITochMash (Istituto centrale per la costruzione di macchine di precisione) e sviluppato dagli arsenali Tula. È impiegato dalle forze speciali russe Spetsnaz, MVD, FSB e da unità d'elite dell'esercito russo. Dal 1987 fu aggiunto all'arsenale dell'Armata Rossa e del KGB.

## Dettagli del design
Il Val condivide circa il 70% delle sue parti col VSS Vintorez. Le differenze risiedono nei rivestimenti di polimeri ad alta densità e nel calcio cavo di metallo, che può essere riposto per il trasporto (il Val può operare col calcio smontato).
La sua distanza di tiro utile è di circa 300 m, dovuta all'uso delle munizioni pesanti subsoniche 9 x 39 mm SP-6 (ad alta penetrazione delle armature), munizioni che condivide col VSS assieme ai caricatori da 10 o 20 colpi. Il Val eredita diversi elementi della famiglia dei fucili AK: manopola di ricarica sul lato destro, tacca di mira posteriore, pulsante di sgancio del caricatore dietro allo stesso e leva della sicura sopra il grilletto.

## Modalità di fuoco
A differenza della famiglia di fucili AK, da cui eredita diverse caratteristiche del design, il selettore di fuoco è allocato all'interno della guardia dietro al grilletto.
Il Val ha due modalità di fuoco, colpo singolo e ciclo di fuoco automatico da 900 colpi al minuto.

## Videogiochi
L'AS Val è presente in diversi videogiochi: nella serie di S.T.A.L.K.E.R. è un'arma rara ed apprezzata per la sua potenza e silenziosità, compare anche in alcuni capitoli di Battlefield: Battlefield bad company 2 (variante VSS Vintorez),mentre in Battlefield 3 e Battlefield 4 nella variante standard. Nello strategico World in Conflict l'unità giocabile della Spetsnaz della prima missione sembra avere in dotazione fucili AS Val.
È presente anche nel gioco gratuito Combat Arms; in questo videogioco online, l'arma in questione, possiede un elevato danno e a discapito di tutte le altre armi del gioco, ha i caratteristici 20 colpi per caricatore, che la rende un'arma forte ma dallo stile di gioco tattico, in quanto necessita di essere ricaricata parecchie volte. Essa è presente in altri giochi dotata di caricatori con 30 o più colpi, come Escape from Tarkov e Insurgency Sandstorm. In Call of Duty Modern Warfare (2019) è stato introdotto durante la stagione 6, sbloccabile raggiungendo un determinato livello del Battle Pass.